# Hilário Leal
Hilário Paulino Neves Freitas Leal, meglio noto come Hilário Paulino, Hilário Leal o semplicemente Hilário (Ajaccio, 15 maggio 1974), è un ex calciatore portoghese, di ruolo difensore.

## Carriera
Nasce in Corsica da una famiglia portoghese, lì rifugiatasi a causa della dittatura di António de Oliveira Salazar; dopo pochi anni torna nel paese di origine.
Cresce e debutta nel Freamunde, dove rimane fino al 1996, prima di passare al Chaves fino al 1998. In tale anno viene acquistato dal Perugia, con il quale gioca diverse stagioni in Serie A.
Nell'annata 2002-2003 torna in patria al Maia, prima di far di nuovo ritorno in Italia dove milita per due stagioni in Serie C1 con la Sambenedettese. Dal 2005 è di nuovo in Portogallo, prima al Famalicão e poi al Santa Maria, con cui chiude la carriera agonistica nel 2011.